# Kneif Tibor
Prof. Dr. Kneif Tibor (Pozsony, 1932. október 9. – Berlin, 2006. július 26.) német-magyar ügyvéd és zenetudós.

## Életpályája
1955-ben doktorált a budapesti egyetem jogi karán. Az 1956-os NSZK-ba emigrálása után a göttingeni egyetem jogi karán folytatta tanulmányait, de 1959-től a zenetudományok felé fordult. 1963-ban újra ledoktorált. A Német Kutatási Alapítvány (DFG) támogatásával 1965–1967 között a frankfurti Társadalomkutató Intézetben dolgozott Theodor Adornoval. 1971-ben a berlini szabadegyetemen habilitált zenetudományi szakon, Rudolf Stephan-nél, és 1973-ban nevezték ki itt professzorrá (1997: egyetemi tanár lett). Tudományos pályafutása mellett zenekritikusként is tevékenykedett, például a Göttinger Presse-nél 1959–1963 között, valamint a Berliner Tagesspiegel-nél 1976–1984 között.

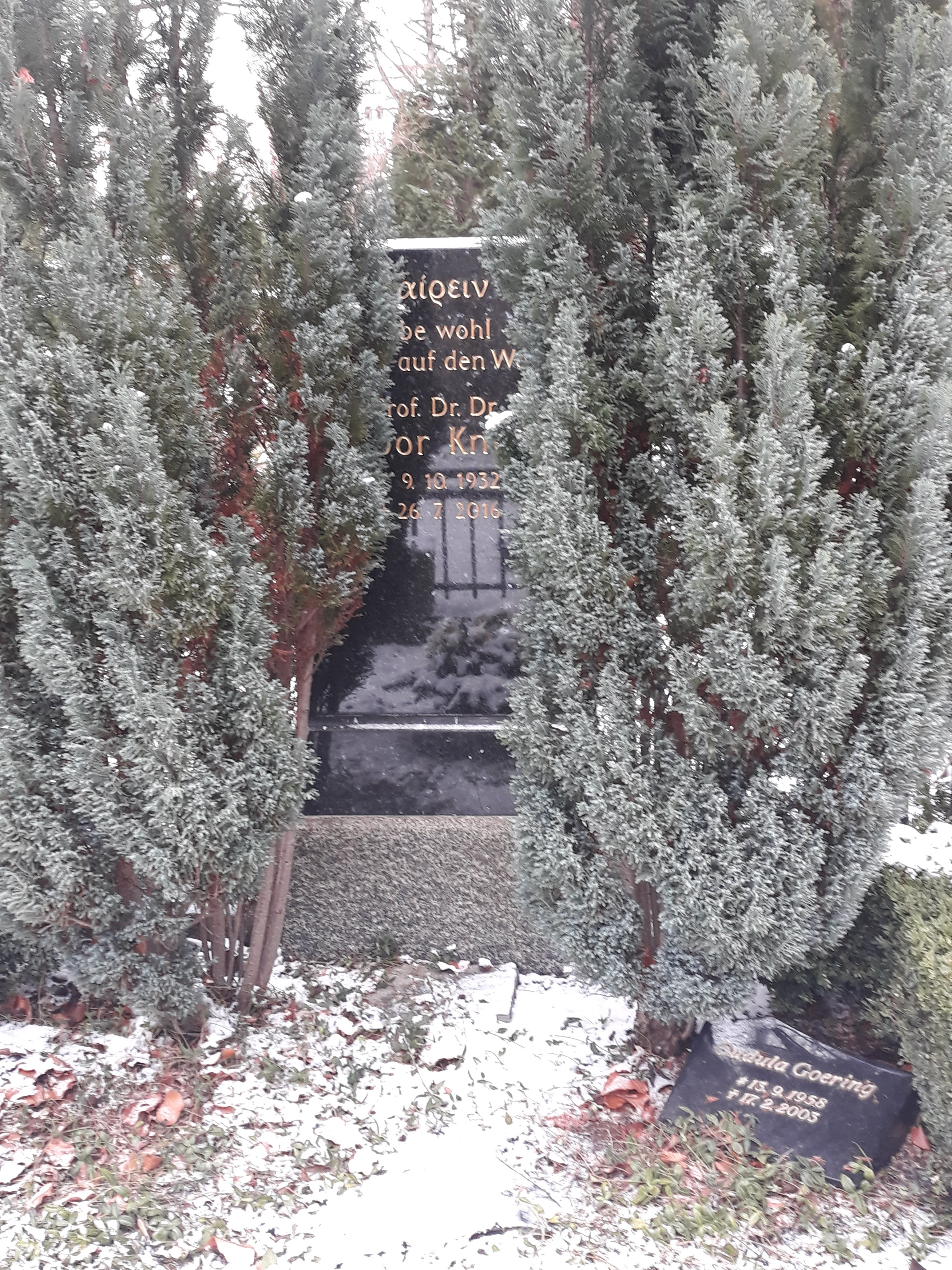
Kneif Tibor sírja Berlinben

## Művei

### Jogtudomány
- Studien zur Rechtsstellung von staatseigenen Betrieben. Unveröffentlichte Dissertation in ungarischer Sprache (Budapest, 1955)
- Die Entwicklung des Verfassungsrechts in Ungarn seit 1945.[6] In: Jahrbuch des öffentlichen Rechts. Neue Folge 8 (1959)

### A zene története, szociológiája és esztétikája
- Die geschichtlichen und sozialen Voraussetzungen des musikalischen Kitsches. In: Deutsche Vierteljahresschrift für Literaturwissenschaft und Geistesgeschichte. 37 (1963)[7]
- Die Erforschung mittelalterlicher Musik in der Romantik und ihr geistesgeschichtlicher Hintergrund. In: Acta Musicologica. 36 (1964)
- Ernst Bloch und der musikalische Expressionismus.[8] In: Ernst Bloch zu Ehren. Beiträge zu seinem Werk. hg. Siegfried Unseld, Frankfurt/M (1965)
- Gegenwartsfragen der Musiksoziologie. Ein Forschungsbericht.[9] In: Acta Musicologica 38 (1966)
- Der Gegenstand musiksoziologischer Erkenntnis.[10] In: Archiv für Musikwissenschaft. 23 (1966)
- Das triviale Bewusstsein in der Musik. In: Studien zur Trivialmusik des 19. Jahrhunderts. hg. Carl Dahlhaus (Regensburg, 1967)
- Zur Deutung der Rheintöchter in Wagners „Ring“. In: Archiv für Musikwissenschaft 26 (1969)
- Die Idee des Organischen bei Richard Wagner. In: Das Drama Richard Wagners als musikalisches Kunstwerk. hg. Carl Dahlhaus (Regensburg, 1970)
- Ideen zu einer dualistischen Musikästhetik. In: International Review of the Aesthetics and Sociology of Music. 1 (1970)
- Die Idee der Natur in der Musikgeschichte. In: Archiv für Musikwissenschaft. 28, 1971; auch in: Language And Style. III 1970 (Southern Illinois University)
- Musikästhetik. In: Einführung in die systematische Musikwissenschaft. hg. Carl Dahlhaus (Köln, 1971)
- Bedeutung, Struktur, Gegenfigur. Zur Theorie des musikalischen „Meinens“. In: International Review of the Aesthetics and Sociology of Music. 2 (1971)
- Musiksoziologie (Köln, 1971), 2. Aufl. (1975) italienisch als Sociologia della musica. Una introduzione. Fiesole (1981)
- Die Bühnenwerke von Leoš Janáček (Bécs, 1974)
- Typen der Entsprachlichung in der neuen Musik. In: Über Musik und Sprache. hg. Rudolf Stephan (Mainz, 1974)
- Anleitung zum Nichtverstehen eines Klangobjekts. In: Musik und Verstehen. Aufsätze zur semiotischen Theorie, Ästhetik und Soziologie der musikalischen Rezeption (Köln, 1974)
- Texte zur Musiksoziologie. hg. Tibor Kneif. Mit einem Vorwort von Carl Dahlhaus (Köln, 1975)
- Richard Wagner: Die Kunst und die Revolution; Das Judentum in der Musik; Was ist deutsch? Herausgegeben und kommentiert von Tibor Kneif (München, 1975)
- Camille Durutte (1803–1881). Ein Beitrag zur französischen Musiktheorie des 19. Jahrhunderts.[11] In: Archiv für Musikwissenschaft. 32 (1975)
- Musikalische Hermeneutik, musikalische Semiotik. In: Beiträge zur musikalischen Hermeneutik. hg. Carl Dahlhaus (Regensburg, 1975)
- La musica come „simbolo“ e „immagine“ della realtà sociale. In: La sociologia della musica. hg. Antonio Serravezza (Torino, 1980)
- Ein Plädoyer für Broučeks Freispruch. In: Leoš Janáček – Konzeption und Rezeption seines musikdramatischen Schaffens. hg. Walter Bernhart (Salzburg, 1997)
- Requiem. In: Messe und Motette. hg. Laurenz Lütteken (Kassel, 2002)

### Rockzene és jazz
- Rockmusik und Subkultur; Rockmusik und Bildungsmusik; Ästhetische und nichtästhetische Wertungskriterien der Rockmusik. In: Rockmusik. Aspekte zur Geschichte, Ästhetik, Produktion. hg. Wolfgang Sandner (Mainz, 1977)
- Sachlexikon Rockmusik. Instrumente, Stile, Techniken, Industrie und Geschichte. Reinbek 1978; überarbeitete und erweiterte Neuausgabe (1980)
- Dass. Neubearbeitete Ausgabe zusammen mit Bernward Halbscheffel (1992)
- Einführung in die Rockmusik. Entwürfe und Unterlagen für Studium und Unterricht. Wilhelmshaven 1979, 2. Auflage (1981)
- Rock in den 70ern. Jazzrock, Hardrock, Folkrock und New Wave. hg. Tibor Kneif, Reinbek (1980)
- Rockmusik. Ein Handbuch zum kritischen Verständnis. Reinbek (1982)
- Exotik im musikalischen Underground. In: Europäische Musik zwischen Nationalismus und Exotik. Basler Beiträge zur Musikgeschichte. 4 (1984)

## Fordítás
- Ez a szócikk részben vagy egészben  a   Tibor Kneif című német Wikipédia-szócikk ezen változatának fordításán alapul.  Az eredeti cikk szerkesztőit annak laptörténete sorolja fel. Ez a jelzés csupán a megfogalmazás eredetét és a szerzői jogokat jelzi, nem szolgál a cikkben szereplő információk forrásmegjelöléseként.
- Ez a szócikk részben vagy egészben  a   Tibor Kneif című angol Wikipédia-szócikk ezen változatának fordításán alapul.  Az eredeti cikk szerkesztőit annak laptörténete sorolja fel. Ez a jelzés csupán a megfogalmazás eredetét és a szerzői jogokat jelzi, nem szolgál a cikkben szereplő információk forrásmegjelöléseként.